# Yosakoi

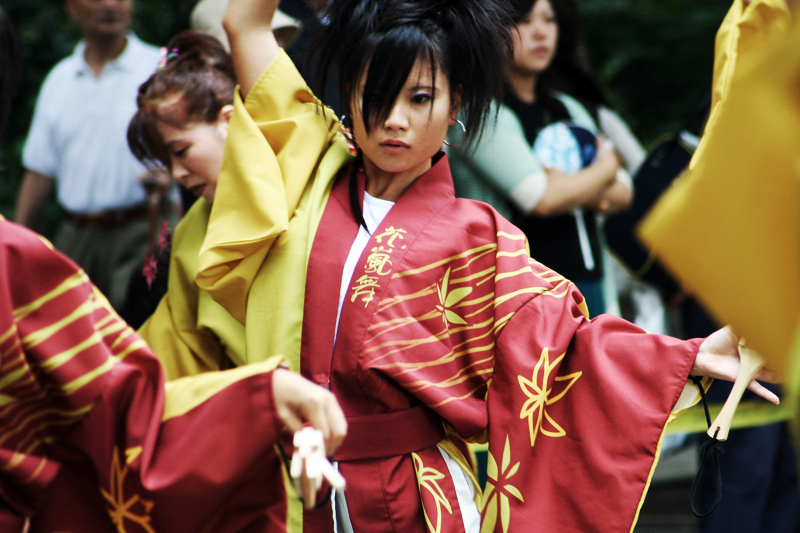
Una ballarina al Yosakoi Festival 2006 en Harajuku, Japó

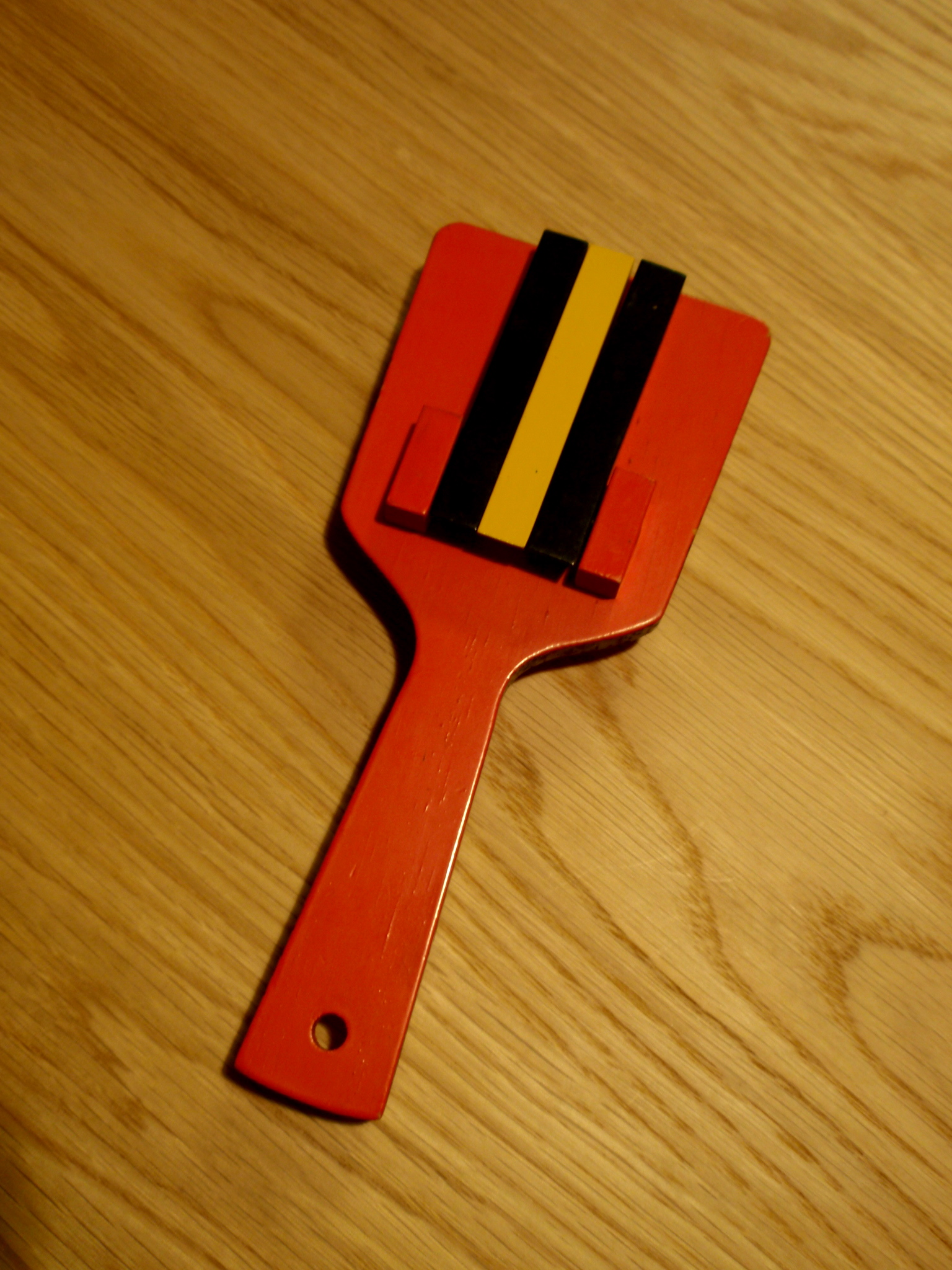
Naruko

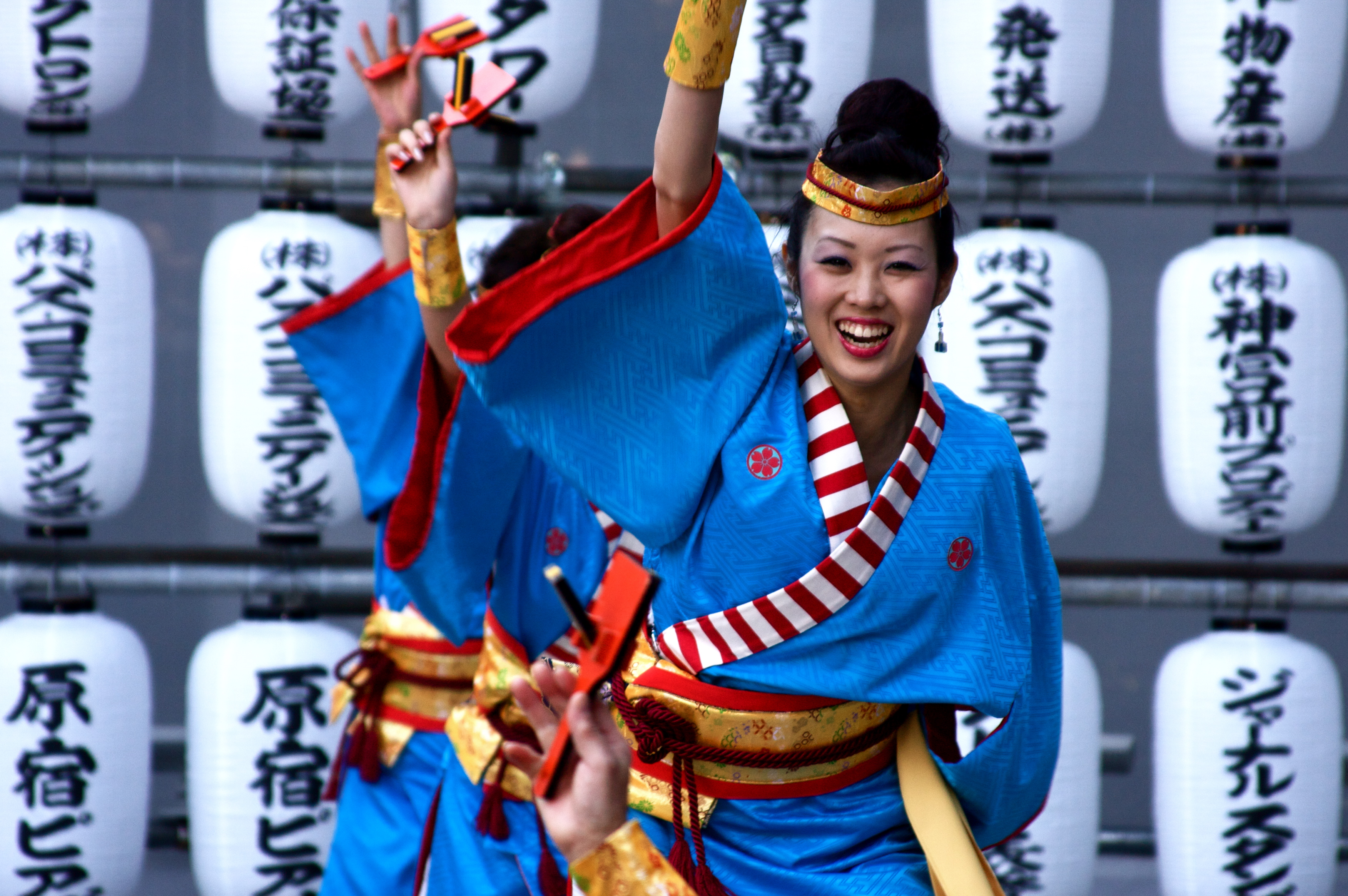
Ballarins amb narukos al Festival 2008 en Harajuku, Japó

El yosakoi (よさこい) és un estil únic de ball que es va originar al Japó. És altament energètic i combina moviments de ball japonesos tradicionals amb música moderna. Les danses coreografiades es realitzen sovint per equips grans.
El yosakoi es va iniciar a la ciutat de Kōchi el 1954 com una interpretació moderna de l'Awa Odori, un festival de dansa tradicional d'estiu, i actualment s'ha estès a gran part del Japó. Els participants pertanyen a escoles professionals de yosakoi o a equips de dansa de la ciutat, i inclouen homes i dones de totes les edats, de vegades dintre d'un mateix equip.

## El vestuari i el naruko
Els vestits utilitzats pels equips yosakoi són molt variats pero solen predominar els abrics happi i els yukata en una àmplia varietat de colors. Alguns equips opten per vestits que es basen en la vestimenta històrica, en les modes populars o en les modes ètniques. En general, tots els membres d'un equip porten els vestits semblants o iguals.
Un dels aspectes definitoris de la dansa yosakoi és l'ús del naruko, unes petites taules de fusta que cada ballarí agafa amb la mà i que antigament s'usaven per espantar els ocells dels camps d'arròs. L'ús del naruko és necessari en aquest ball, però molts grups també utilitzen altres instruments o objectes de mà, com tambors, instruments de percussió, banderes...

## El ball de Yosakoi Naruko
El ball oficial yosakoi es basa en una cançó anomenada « El ball de Yosakoi Naruko », escrit pel compositor japonès Takemasa Eisaku. Aquesta cançó va ser creada a partir de la combinació d'elements de tres cançons: Yosakoi-bushi (la melodia yosakoi), Yocchore (una cançó infantil) i Jinma-me (una cançó popular de la Prefactura de Kōchi). En la competició original que es fa a Kōchi és obligatori que en la música de cada equip s'inclogui alguna part d'aquesta canço. Hi ha concursos i festivals en altres llocs que no demanen aquest requisit i permetre així que els equips puguin compondre la seva pròpia música, o poden requerir que s'incloguin parts de cançons populars locals.
Takemasa va donar els drets d'autor de la cançó « El ball de Yosakoi Naruko al públic ».

## El Yosakoi Matsuri
El Yosakoi Matsuri (Festival de Yosakoi) és un concurs que se celebra a la ciutat de Kōchi del 9 al 12 de cada mes d'agost des de 1954. El nombre de participants ha anat augmentant amb els anys. Des del 2005, més de 10.000 ballarins participen en aquest concurs repartits en equips.
Les bases del concurs yosakoi són els següents:
- Els participants han d'utilitzar els naruko en la dansa.
- Val qualsevol música, però ha de contenir almenys una part de la cançó original Ball de Yosakoi Naruko, de Takemasa.
- La mida d'un equip no pot superar els 150 participants.

## La creixent popularitat de yosakoi

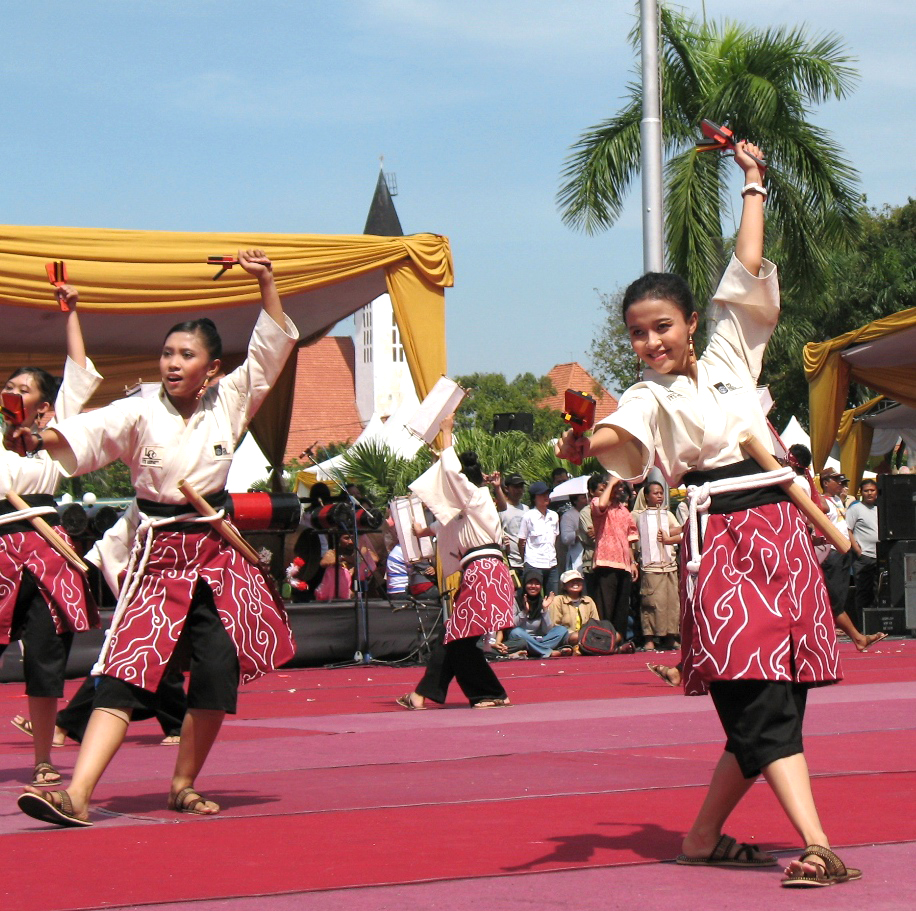
Ballarins de yosakoi de l'equip de l'Institut Teknologi Sepuluh Nopember en Surabaya, Indonèsia.

Des de la seva aparició el 1954, el yosakoi s'ha fet molt popular a tot el Japó i se celebren festivals yosakoi durant tot l'any. Aquests festivals varien de mida, que van des de petits pobles que acull alguns equips en festivals anuals, fins a grans ciutats com Sendai, Miyagui que celebra el Festival Yosakoi Michinoku, el tercer festival més gran del Japó.
Des del 2005, hi ha competicions i festivals yosakoi en més de 200 llocs.
- En Tokyo, l'Harajuku Omotesando Genki Matsuri Super Yosakoi [2] es un festival de dos dies que es porta a terme a cinc localitats de Harajuku i el Parc Yoyogi. Aquest festival s'anat celebrant de forma anual des del 2001.
- En Sakado, Saitama el Yosakoi va començar el 2001 amb 67 equips i 4600 participants.[3]
- En Sapporo, Hokkaidō va començar el Festival Yosakoi Sōran el 1992 i se celebra cada juny al Parc Odori i pels voltants.
- En Sasebo, Nagasaki acull el Festival yosakoi de Kyushu a finals de cada mes d'octubre.
- El yosakoi apareix en la sèrie de televisió "Kinpachi Sensei" (3年B組金八先生).
- En Surabaya, Indonèsia es fa una competició anual de yosakoi. En 2007, el premi va ser lliurat per l'alcalde de Kōchi, Seiya Okazaki.

Un exemple del ball yosakoi es pot veure a la pel·lícula « El Pont Harimaya » (2009) , que va ser filmada en la Prefactura de Kōchi. També se centra en el yosakoi el manga Hanayamata del 2011, del que es va fer una adaptació en anime al juliol de 2014.

### A nivell internacional
El yosakoi es realitza a Penang, Malàisia cada any al juliol per un grup d'aficionats locals que es diuen Pink Hibiscus Yosakoi Dancers, i també es fa una celebració anual a Accra, Ghana per enfortir els llaços entre Japó y Ghana.
També hi ha equips yosakoi en universitats fora del Japó, com la Universitat de Califòrnia a Berkeley, Universitat de Kansas, Minnesota State University Moorhead, i a la ciutat de Nova York "Yosakoi Dance Project - 10tecomai".
En Europa es pot aprendre a ballar yosakoi als Països Baixos o a França. Format per estudiants de la Universitat de Leiden, l'equip holandés Raiden realitza yosakoi en diverses activitats relacionades amb el Japó, com l'any Japanmarkt, convencions d'anime i esdevediments culturals. El seu homòleg francès va ser creat el 2010 i actua en diversos festivals, com la Fira Internacional de Bordeus.